# Gerard van Lerven
Geerard Johan (Gerard) van Lerven (Arnhem, 24 november 1885 – aldaar, 14 juni 1966) was een Nederlands schilder, etser, tekenaar en academiedirecteur.

## Leven en werk
Hij was een zoon van kastelein Nicolaas Hendrik van Lerven en Petronella Johanna Dijkstra en een jongere broer van de schilder Henri van Lerven. Hij werd opgeleid aan de Rijksschool voor Kunstnijverheid Amsterdam als leerling van Georg Sturm. Hij kreeg ook les van Albert Hemelman. Van Lerven schilderde, etste en tekende dorpsgezichten en landschappen, bloemstillevens en portretten. Hij trouwde in 1911 met Mechtelina Frederika Ansink (1885-1973).
Van Lerven was vanaf 1914 docent en vanaf 1922 directeur aan de academie voor beeldende kunst en kunstnijverheid van het Genootschap Kunstoefening in Arnhem. Eind 1950 nam hij afscheid. Leerlingen van hem waren onder anderen Kees Bastiaans, Julia Beelaerts van Blokland, Jan Berfelo, Bob Damen, Marius Kolvoort, Piet te Lintum, Ben van Londen, Edlef Romeny en Albertine Vellenga.
Van Lerven was lid van Arti et Amicitiae en de kunstenaarsvereniging Sint Lucas. Hij nam deel aan diverse exposities, onder meer met Gijs Jacobs van den Hof bij Artibus Sacrum (1932) in Arnhem en had solotentoonstellingen in de Geldersche Kunsthandel (1916) en de Hengelose Kunstzaal (1955). Hij ontving de bronzen (1942) en  gouden (1960) legpenning van het Genootschap Kunstoefening.
Gerard van Lerven overleed in 1966, op 80-jarige leeftijd.
- Biografisch Portaal: 42102309
- Gemeinsame Normdatei: 133774740
- International Standard Name Identifier: 0000 0000 6685 4624
- Library of Congress Control Number: no99022537
- RKD-Nederlands Instituut voor Kunstgeschiedenis: 49564
- Union List of Artist Names: 500074374
- Virtual International Authority File: 6132415
- WorldCat: E39PBJtGYrwbhkvqppxVdJFxjC